# Młodzi rajdowcy
Młodzi rajdowcy (ang. Kart Racer, 2003) – amerykański film wyreżyserowany przez Stuarta Gillard, w Polsce emitowany za pośrednictwem kanału ZigZap.

## Opis fabuły
Rodney (Joe Dinicol) pragnie zostać kierowcą go-karta. Pomaga mu w tym jego ojciec.

## Obsada
- Joe Dinicol jako Rodney Wells
- Jordan Conti jako Bink
- Will Rothhaar jako Watts Davies
- Randy Quaid jako Vic Davies
- David Gallagher jako Scott McKenna
- Harland Williams jako Zee
- Justin Bradley jako Nick Curcio
- Johnny Griffin jako Toomey
- Jaclyn Linetsky jako Koleżanka Kate
- Amanda De Martinis jako Dhalia Stone